# Володя Цветанов
Володя Йорданов Цветанов е български офицер, генерал-майор.

## Биография
Роден е на 11 август 1957 г. в Плевен. През 1975 г. завършва математическата гимназия в Плевен. През 1980 г. завършва Висшето народно военновъздушно училище „Георги Бенковски“ в Долна Митрополия. Започва службата си като началник-щаб на поделение 32 760 – Каменец. Там служи до 1989 г., когато се записва във Военната академия в София. Завършва я през 1992 г. и е назначен за началник-щаб на 57-и Авиационно-технически батальон. През 1984 г. е вербуван за съдържател на явочна квартира от Управление III на Държавна сигурност с псевдоним Меркурий. Свален е от действащия оперативен отчет през 1990 г. Между 1993 и 1994 г. е командир на батальона. След това до 1995 г. е заместник-началник по тила на 14 АБ. Между 1996 и 1997 г. е заместник-началник на управление „Тилово осигуряване“ към Противовъздушната отбрана. В периода 1997 – 2000 г. е изпълняващ длъжността заместник-началник по тила на ПВО. От 2000 до 2001 г. учи в Генералщабния факултет на Военната академия в София. След това е назначен за заместник-командващ на командване „Тилово осигуряване“. На 6 юни 2002 г. е назначен за заместник-началник на Главния щаб на Военновъздушните сили по ресурсите.
На 3 май 2004 г. е удостоен с висше военно звание бригаден генерал. На 4 май 2005 г. е назначен за заместник-началник на Главния щаб на Военновъздушните сили по ресурсите. На 25 април 2006 г. е назначен за началник на щаба на Военновъздушните сили, считано от 1 юни 2006 г. и удостоен с висше офицерско звание генерал-майор. На 1 юли 2009 г. е освободен от длъжността началник на щаба на Военновъздушните сили и назначен за главен инспектор на Министерството на отбраната. На 25 юни 2010 г. е освободен от длъжността Главен инспектор на Министерството на отбраната.

## Военни звания
- Лейтенант (1980)
- Старши лейтенант (1983)
- Капитан (1987)
- Майор (1992)
- Подполковник (1996)
- Полковник (2001)
- Бригаден генерал (3 май 2004)
- Генерал-майор (25 април 2006)